# Céline Goberville
Céline Goberville, née le 19 septembre 1986 à Senlis (Oise), est une tireuse française au pistolet 10 et 25 mètres, vice-championne olympique au pistolet 10 mètres lors des Jeux de Londres en 2012 et double championne d'Europe au pistolet 10 mètres. Elle fait partie de l'AS Tir de Creil et suit en parallèle une formation de monitrice équestre. Elle a été désignée comme la porte-drapeau des premiers Jeux européens de l'histoire, organisés à Bakou en 2015.

## Biographie
Issue d'une famille de tireurs de haut niveau, avec un père carabinier et une mère pistolière, Céline Goberville se tourne vers cette discipline à l'âge de 9 ans,. Préqualifiée pour les Jeux olympiques de Pékin en 2008, elle échoue finalement à se qualifier. Après une victoire lors d'une épreuve de coupe du monde à Belgrade en 2010 et un premier titre de championne d'Europe à Brescia en 2011 elle remporte finalement la médaille d'argent au pistolet à 10 mètres aux Jeux olympiques de Londres en 2012. En 2013, Céline Goberville glane un nouveau titre de championne d'Europe au pistolet à 10 mètres à Odense au Danemark et remporte l'or aux Jeux Méditerranéens 2013 à Mersin en Turquie.
Elle est médaillée d'argent au pistolet à 10 mètres par équipes aux Jeux européens de 2023 à Cracovie.

## Palmarès

### Jeux olympiques
- Jeux olympiques de 2012
  -  Médaille d'argent au pistolet 10 mètres

### Championnats du monde de tir
- Championnats du monde de Zagreb 2006
  - 9e au pistolet 25 mètres

### Coupes du monde de tir
- Coupe du monde de Pékin 2014 
  -  Médaille d'or au pistolet 10 mètres
- Coupe du monde de Munich 2013
  - 4e au pistolet 10 mètres
- Coupe du monde de Londres 2012
  -  Médaille d'argent au pistolet 25 mètres
- Coupe du monde de Munich 2012
  -  Médaille d'argent au pistolet 25 mètres
- Coupe du monde de Fort Benning 2011
  -  Médaille de bronze au pistolet 10 mètres
- Coupe du monde de Belgrade 2010
  -  Médaille d'or au pistolet 10 mètres
  -  Médaille d'argent au pistolet 25 mètres
- Coupe du monde de Bangkok 2007
  - 4e au pistolet 10 mètres

### Championnats d'Europe
- Championnats d'Europe à Osijek 2021
  -  Médaille de bronze au pistolet 10 mètres
- Championnats d'Europe à Gyor 2018
  -  Médaille d'or au pistolet 10 mètres
- Championnats d'Europe à Odense 2013
  -  Médaille d'or au pistolet 10 mètres
- Championnats d'Europe à Brescia 2011
  -  Médaille d'or au pistolet 10 mètres
- 2004/2005 : 4e des championnats d’Europe juniors
- 2003/2004 : 5e des championnats d’Europe juniors
- 2002/2003 : 6e des championnats d’Europe juniors
- 2001/2002 : 8e des championnats d’Europe juniors

### Jeux européens
- Jeux européens de 2023
  -  Médaille d'argent par équipes au pistolet 10 mètres

### Jeux méditerranéens
- Jeux méditerranéens de 2013
  -  Médaille d'or au pistolet 10 mètres

### Championnat de France

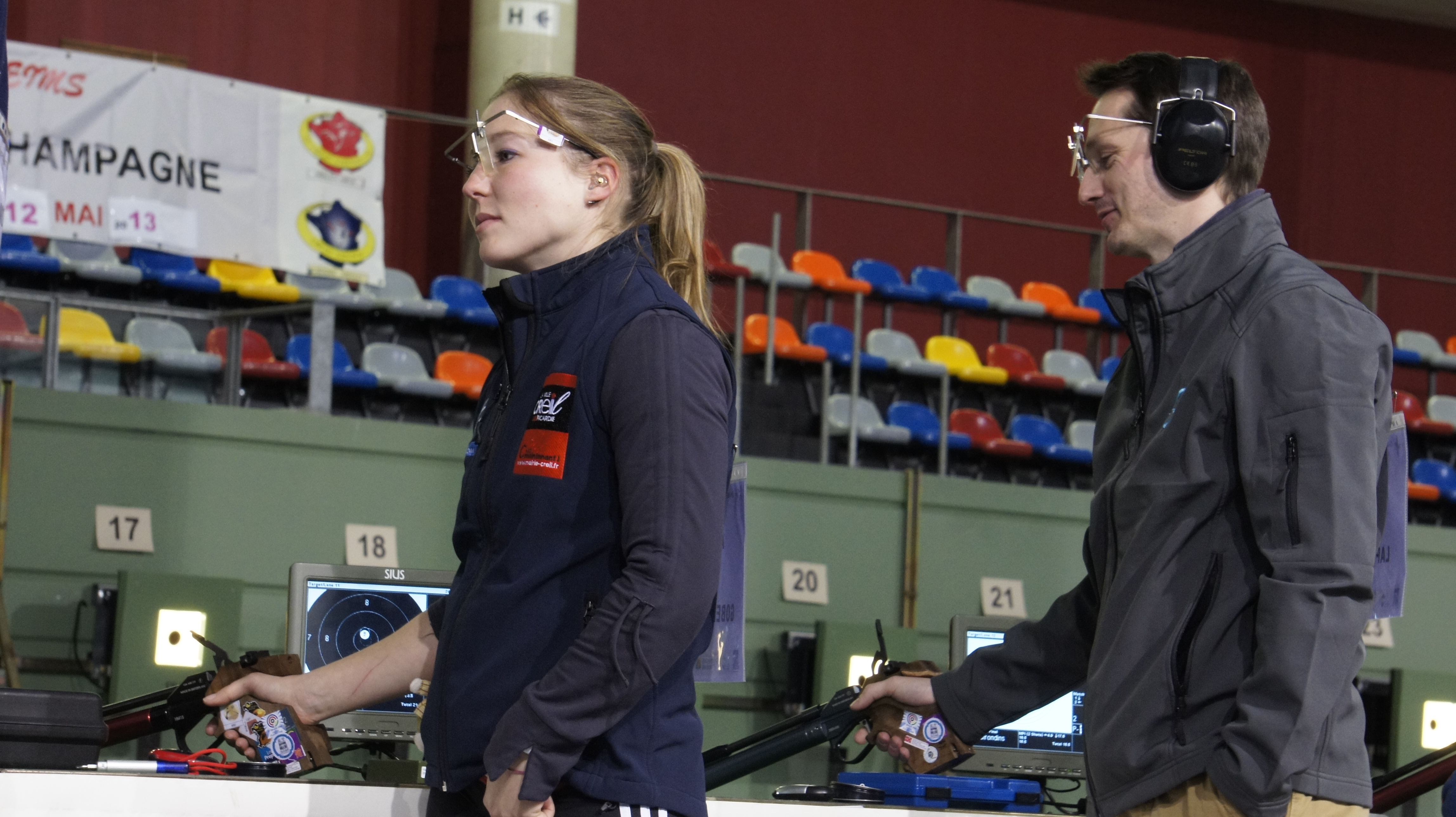
Sous les couleurs de l'AST Creil.

- 2013      : Championne de France des clubs de tir à 10 mètres avec l'AST Creil
- 2012/2013 : Championne de France
- 2011/2012 : Championne de France
- 2010/2011 : Championne de France
- 2009/2010 : Championne de France
- 2008/2009 : Championne de France
- 2005/2006 : Double Championne de France juniors
- 2004/2005 : Double Championne de France juniors
- 2003/2004 : Championne de France juniors
- 2002/2003 : Double Championne de France cadette
- 2001/2002 : Championne de France cadette

### Records personnels
- Pistolet 10 mètres : 389/400
- Pistolet 25 mètres : 592/600
- Pistolet 50 mètres : 558/600

## Distinction
- Chevalier de l'ordre national du Mérite en 2013[5]